# نیواکی

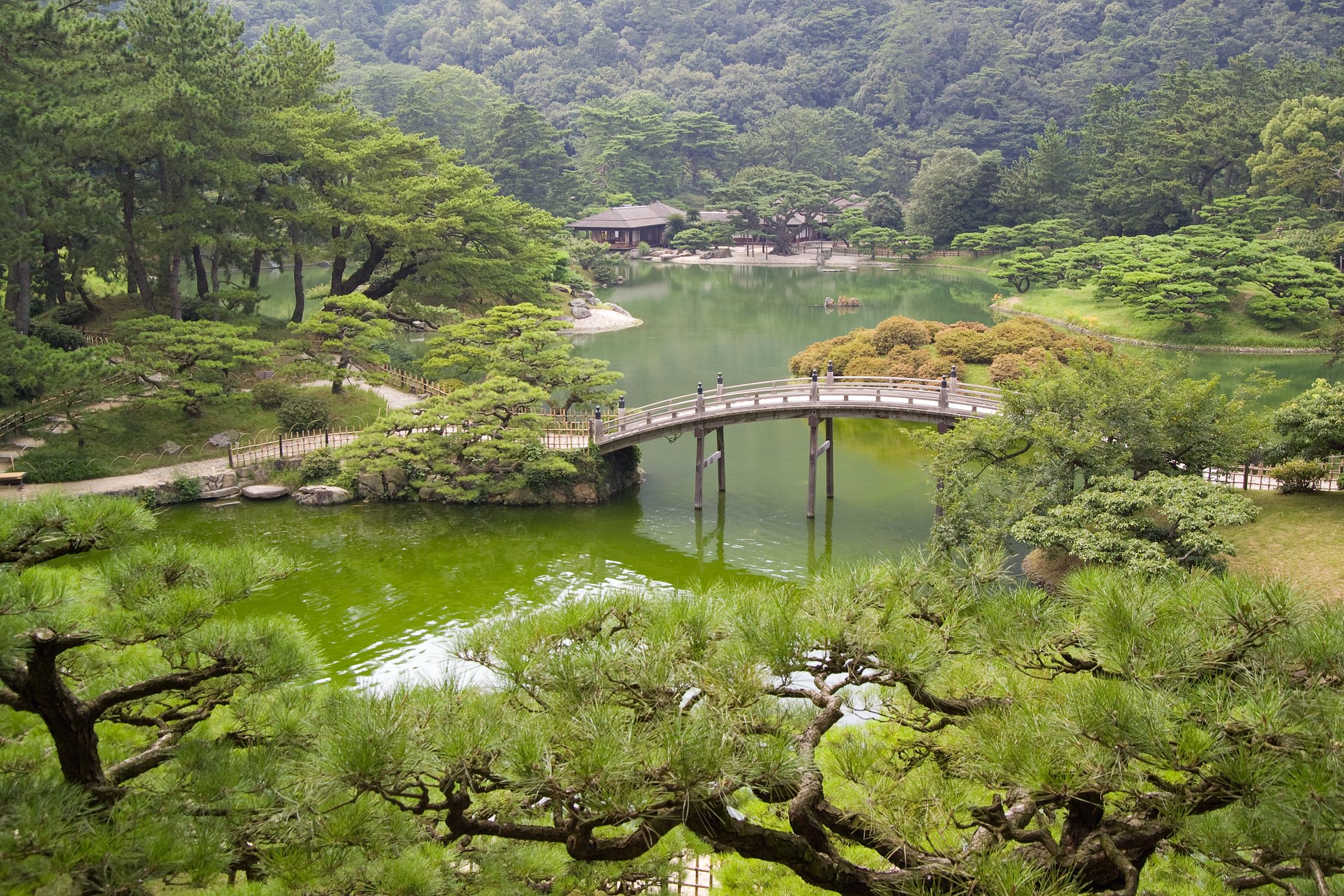
درختان نیواکی در باغ ریتسورین (Ritsurin)

نیواکی (به انگلیسی: Niwaki) (به ژاپنی: 庭木) کلمه ژاپنی «درختان باغ» است. نیواکی همچنین واژه‌ای توصیفی برای «درختان خیلی مجسمه‌سازی شده» است.
اکثر انواع گیاهان مورد استفاده در باغ‌های ژاپن را نیواکی می‌نامند. این درختان به ایجاد ساختار باغ کمک می‌کنند. در باغ‌های ژاپنی استفاده از طیف وسیعی از گیاهان هدف نیست، بلکه ایجاد جو یا محیط است.
فن نیواکی بیشتر از اینکه مربوط به خود درخت باشد به کاری که با درخت انجام می‌گیرد مربوط است. در حالی که باغبانی غرب از آزمایش طیف وسیعی از گیاهان مختلف لذت می‌برد، باغداران ژاپنی با تربیت و شکل‌دادن به مجموعه‌ای نسبتاً محدود از گیاهان، به تنوع دست می‌یابند.
درختان نقش مهمی در باغ‌ها و مناظر ژاپن دارند و همچنین از نظر معنوی و فرهنگی برای مردم آن بسیار مهم هستند. به‌طور مناسب، باغبانان ژاپنی مجموعه متمایزی از روش‌های هرس را تنظیم کرده‌اند که به منظور تطبیق ویژگی‌های اساسی نیواکی است.
نیواکی غالباً برای دستیابی به برخی از تأثیرات چشم‌گیر کشت می‌شود: درختان طوری ساخته می‌شوند که تنه‌های پهن و شاخه‌های خزدار، پیرتر به نظر می‌رسند. این درختان برای تقلید از درختان بادخورده یا صاعقه‌زده در طبیعت ساخته شده‌اند. نمونه‌های سدر ژاپنی اغلب هرس می‌شوند تا به درختان رشد آزاد شباهت داشته باشند.
برخی از طراحان از گیاهان متفرقه (Zoke) و همچنین از نیواکی استفاده می‌کنند تا روحیه‌ای «طبیعی‌تر» برای منظره ایجاد کنند. بیشتر طراحان باغ سنتی هنوز به مجموعه کمیاب نیواکی اعتماد می‌کنند. اصول نیواکی ممکن است در مورد درختان باغ، در سراسر جهان اعمال شود و محدود به باغ‌های ژاپن نباشد.

## انواع گیاهان
گیاهانی که امروزه بیشتر در باغهای ژاپنی استفاده می‌شوند عبارتند از:
- کاج سیاه ژاپنی
- سدر ژاپنی
- کاملیاها از جمله کاملیا
- بسیاری از انواع دیگر گل‌دار (کاملیا ژاپنی)
- بلوط‌های همیشه سبز ژاپنی (بلوط آبی ژاپنی، Quercus myrsinifolia)
- گاردنیا
- اسمانتوس فراگناس
- افرای ژاپنی
- آلوی چینی
- سومی-یوشینو
- آکوبا ژاپنی
- خلنگ ژاپنی
- دافنه زمستانی
- انکیانتوس ژاپنی (Enkianthus perulatus)
- ساتسوکی آزالیا (Satsuki azalea)